# Killington (Kumbria)
Killington – wieś w Anglii, w Kumbrii, w dystrykcie (unitary authority) Westmorland and Furness. Leży 70 km na południe od miasta Carlisle i 351 km na północny zachód od Londynu. W 2001 miejscowość liczyła 152 mieszkańców.